# Hasanağa-Talsperre
Die Hasanağa-Talsperre (türkisch Hasanağa Barajı) ist eine Talsperre am Hasanağa Deresi, einem Zufluss des Nilüfer Çayı in der Provinz Bursa im Nordwesten der Türkei.
Die Hasanağa-Talsperre befindet sich im Landkreis Nilüfer 30 km westlich der Stadt Bursa an der Nordflanke des Uludağ-Gebirges.
Sie wurde in den Jahren 1979–1985 mit dem Zweck der Bewässerung und Brauchwasserversorgung errichtet.
Das Absperrbauwerk ist ein 30 m hoher Erd-Stein-Schüttdamm.
Das Dammvolumen beträgt 873.000 m³. 
Der Stausee bedeckt bei Normalstau eine Fläche von 3,12 km². Der Speicherraum beträgt 3,71 Mio. m³.  
Die Talsperre ist für die Bewässerung einer Fläche von 742 ha ausgelegt.